# Victor Mature
Victor Mature (Louisville, Kentucky, 29 de gener de 1913 - Rancho Santa Fe, San Diego, Califòrnia, 4 d'agost de 1999) fou un actor cinematogràfic estatunidenc.
Un dels actors més populars els anys quaranta i cinquanta, interpretà pel·lículas com My Darling Clementine (1946), de John Ford, i, sobretot, grans superproduccions històriques, com Samson and Delilah (1949), de Cecil B. DeMille, La túnica sagrada (1953), d'Henry Koster, i Demetri i els gladiadors (1954), de Delmer Daves. També actuà en destacades pel·lícules policíaques com Kiss of Death (1947), de Henry Hathaway.

## Filmografia
- The Housekeeper's Daughter (1939)
- One Million B.C. (1940)
- Captain Caution (1940)
- No, No, Nanette (1940)
- I Wake Up Screaming (1941)
- The Shanghai Gesture (1941)
- Song of the Islands (1942)
- My Gal Sal (1942)
- Footlight Serenade (1942)
- Seven Days' Leave (1942)
- My Darling Clementine (1946)
- Moss Rose (1947)
- Kiss of Death (1947)
- Fury at Furnace Creek (1948)
- El plor de la ciutat (Cry of the City) (1948)
- Easy Living (1949)
- Red, Hot and Blue (1949)
- Samson and Delilah (1949)
- Wabash Avenue (1950)
- Stella (1950)
- I'll Get By (1950) (cameo)
- Gambling House (1951)
- The Las Vegas Story (1952)
- Something for the Birds (1952)
- Million Dollar Mermaid (1952)
- Androcles and the Lion (1952)
- The Glory Brigade (1953)
- Affair with a Stranger (1953)
- La túnica sagrada  (The Robe) (1953)
- The Veils of Bagdad (1953)
- Dangerous Mission (1954)
- Demetri i els gladiadors (Demetrius and the Gladiators) (1954)
- The Egyptian (1954)
- Betrayed (1954)
- Chief Crazy Horse (1955)
- Violent Saturday (1955)
- The Last Frontier (1955)
- Safari (1956)
- The Sharkfighters (1956)
- Zarak (1956)
- Interpol (1957)
- The Long Haul (1957)
- No Time to Die (1958)
- China Doll (1958)
- Escort West (1958)
- Timbuktu (1959)
- El bandit de Zhobe (The Bandit of Zhobe) (1959)
- El gran circ (The Big Circus) (1959)
- Hannibal (1959)
- The Tartars (1961)
- After the Fox (1966)
- Head (1968)
- Every Little Crook and Nanny (1972)
- Won Ton Ton, the Dog Who Saved Hollywood (1976)
- Firepower (1979)